# Tiempe belle
Tiempe belle (1916) è la canzone più nota musicata da Vincenzo Valente su testi di Aniello Califano.

## Descrizione
Aniello era noto per la sua vita dissoluta trascorsa in bagordi presso i café chantant e i locali notturni napoletani. Pare che il padre defunto, apparsogli in sogno, gli abbia comandato di ritirarsi a vita privata al paese natio di Sant'Egidio del Monte Albino nei pressi di Salerno. Una seconda versione lega il ritiro all'esaurimento delle risorse economiche necessarie.
Comunque sia la canzone segna questo forzato e definitivo addio a Napoli, alla vita spensierata e ad un passato felice ormai lontano. Valente ebbe la capacità di tradurre in musica i sentimenti dell'autore componendo una melodia orecchiabile, triste e struggente per l'abbandono di una felicità oramai lontana ma al tempo stesso allegra in ricordo delle liete esperienze vissute.